# 卡尔比尼
卡尔比尼（法語：Carbini，法語發音：[kaʁbini]）是法国南科西嘉省的一个市镇，属于萨尔泰讷区。

## 地理
卡尔比尼（41°40'44"N, 9°8'48"E）面积16.47 平方千米，位于法国南科西嘉省，该省份位于科西嘉南部，后者为地中海西部的一座岛屿，也是法国的一个单一领土集体，位于法国大陆部分的东南面，意大利半島的西面，最临近的地块是撒丁岛。
与卡尔比尼接壤的市镇（或旧市镇、城区）包括：莱维、韦基奥港。

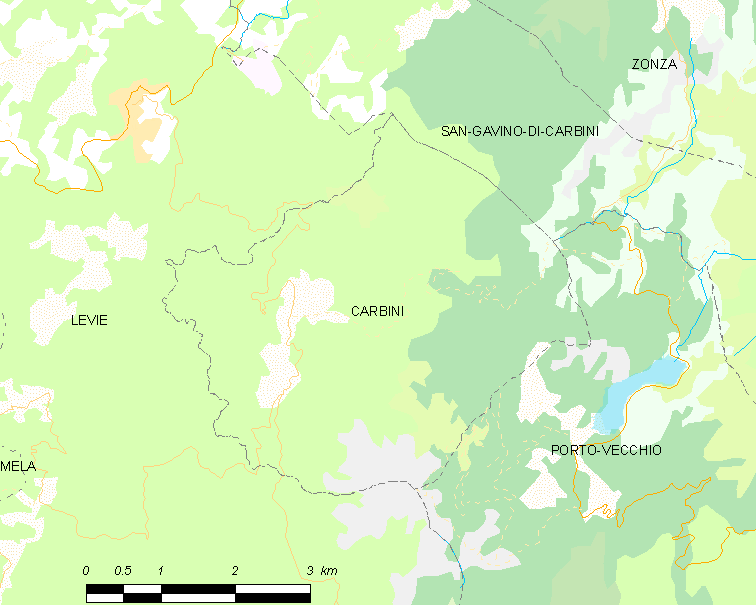
卡尔比尼的OSM定位图

卡尔比尼的时区为UTC+01:00、UTC+02:00（夏令时）。

## 行政
卡尔比尼的邮政编码为20170，INSEE市镇编码为2A061。

## 政治
卡尔比尼所属的省级选区为大南部县。

## 人口

1962-2008年间卡尔比尼人口变化图示

卡尔比尼于2022年1月1日时的人口数量为117人。